# Phlegra bresnieri
Phlegra bresnieri là một loài nhện trong họ Salticidae.
Loài này thuộc chi Phlegra. Phlegra bresnieri được Hippolyte Lucas miêu tả năm 1846.